# Prionurus biafraensis
Prionurus biafraensis is een straalvinnige vissensoort uit de familie van doktersvissen (Acanthuridae). De wetenschappelijke naam van de soort is voor het eerst geldig gepubliceerd in 1961 door Blache & Rossignol.